# Wetterauer Brandgräber

Ketten aus „Wetterauer Brandgräbern“, die in Butterstadt gefunden worden sein sollen. Historische Museen Hanau (Original-Montage vom Anfang des 20. Jahrhunderts, Depot-Bestand)

Die Wetterauer Brandgräber waren eine Fälschung von vorgeschichtlichen Grabfunden, die in den Jahren 1907 bis 1920 vorwiegend in Hessen gefunden wurden. Sie werden Georg Wolff zugeschrieben, der sie als erster publizierte. Wolff fiel wahrscheinlich seinerseits auf eine Fälschung herein, die auf einen seiner Vorarbeiter, den Brunnenbauer Georg Bausch aus Windecken (Gemeinde Nidderau), zurückgeführt wird.

## Beigaben
Die Wetterauer Brandgräber wurden vorwiegend im Rhein-Main-Gebiet entdeckt und als Bindeglied der Linearbandkeramik mit der Rössener Kultur (Jungsteinzeit) angesehen. Erst in den 1940er Jahren wurden sie als geschickte Fälschungen entlarvt. Die Funde, die teilweise der Bandkeramik, teilweise der Rössener Kultur zugeordnet wurden, beschrieb als erster Georg Wolff. Charakteristische Beigaben dieser Brandgräber waren Schmuckketten oder -anhänger mit durchlochten Steinen, später gefundene teilweise auch aus Tonscherben oder -perlen.
Der Inhalt der Wetterauer Brandgräber bestand häufig in einer sehr geringen Menge Leichenbrand; für die typischen Stein- oder Tonanhänger aus den Gräbern wurde sogar eine Chronologie ermittelt. Sie reichte von frühen durchlochten Kieseln über für die Gegend farblich untypischen Schieferbruchstücken (die an die im frühen 20. Jahrhundert üblichen Schultäfelchen erinnerten) bis zu durchlochten Tonscherben und schließlich -perlen. Die zylindrischen, von beiden Seiten ausgeführten Löcher im Material (Durchmesser meist unter 1 mm) wurden erst später genau untersucht, wobei festgestellt wurde, dass sie nicht von einem Silexbohrgerät stammen können, da sie keine abgesetzten Rillen aufweisen. Auffällig war auch die zylindrische Form des Bohrlochs, zu erwarten gewesen wäre eine beidseitige konische Erweiterung.

## Zweifel an der Echtheit
Gesicherte Brandgräber aus der fraglichen Epoche sind erst gegen Ende des 20. Jahrhunderts in Elsloo (Niederlande), Niedermerz oder auf der Aldenhovener Platte in nennenswerter Zahl gefunden worden. Die Echtheit der Wetterauer Brandgräber wurde erst einige Jahre nach dem Tod Wolffs (1929) bezweifelt, namentlich von dem aus Hanau stammenden Prähistoriker Hermann Müller-Karpe 1943/44. Den vollständigen Beweis gegen die Echtheit der Wetterauer Gräber hat überzeugend Gudrun Loewe geführt. Die erdrückende Zahl an Belegen gegen die Echtheit der Brandgräber zeigt, dass Georg Wolff offensichtlich auf einen Betrug hereinfiel. Es fällt auf, dass die Wetterauer Brandgräber mit ihren spezifischen Grabbeigaben bis auf wenige Ausnahmen in seinem Arbeitsgebiet auftraten. Ebenso beschränkt sich die Zeitspanne auf die Jahre 1907 bis 1920. Weder davor noch danach gab es ähnliche Funde. Weiterhin auffällig ist, dass an allen Funden entweder nachweisbar Georg Wolff oder sein Vorarbeiter, der Brunnenbauer Georg Bausch, beteiligt waren.
Die Tatsache, dass die ersten gefundenen Kiesel zunächst mit Tinte gefärbt waren, scheint Wolff nicht stutzig gemacht zu haben. Regionale Abweichungen von seinem Arbeitsgebiet (der südlichen Wetterau) sind selten, aber bezeichnenderweise in Lich-Muschenheim und Beltershausen, wo Wolff Ausgräber war, sowie in späterer Zeit auch in Frankfurt am Main, wo Bausch für das Historische Museum, etwa im Frankfurter Osthafen, tätig wurde. Dort wurde er als „besonders glücklicher Finder“ und „mit bemerkenswertem Spürsinn ausgestatteter Mann“ gelobt. Wissenschaftler aus Göttingen luden Bausch 1910 zur Grabung einer bandkeramischen Siedlung bei Diemarden ein, wo er zwar keine Brandgräber, jedoch in den Siedlungsgruben mehrere der typisch durchbohrten Steinanhänger fand.
Insgesamt wurden etwa 100 solcher Gräber „entdeckt“, sehr beigabenreiche Gräber außergewöhnlich häufig zu Beginn einer Grabung. Als erste Zweifel an Bausch aufkamen, erhielt er von Wolff die Anweisung, Brandgräber in situ zu belassen und durch einen Wissenschaftler freilegen zu lassen. Dem hat er häufiger nicht Folge geleistet, und zahlreiche dieser Grabinventare wurden später durch ihn oder seine Frau bei Wolff abgeliefert.
Funde von Wetterauer Brandgräbern wurden bald nach der Veröffentlichung von G. Loewe aus den meisten Museumsvitrinen entfernt. Sie sind noch teilweise in den Magazinbeständen, etwa im Archäologischen Museum Frankfurt und im Historischen Museum Hanau, vorhanden, werden aber nicht mehr ausgestellt.